# 箭羽錘

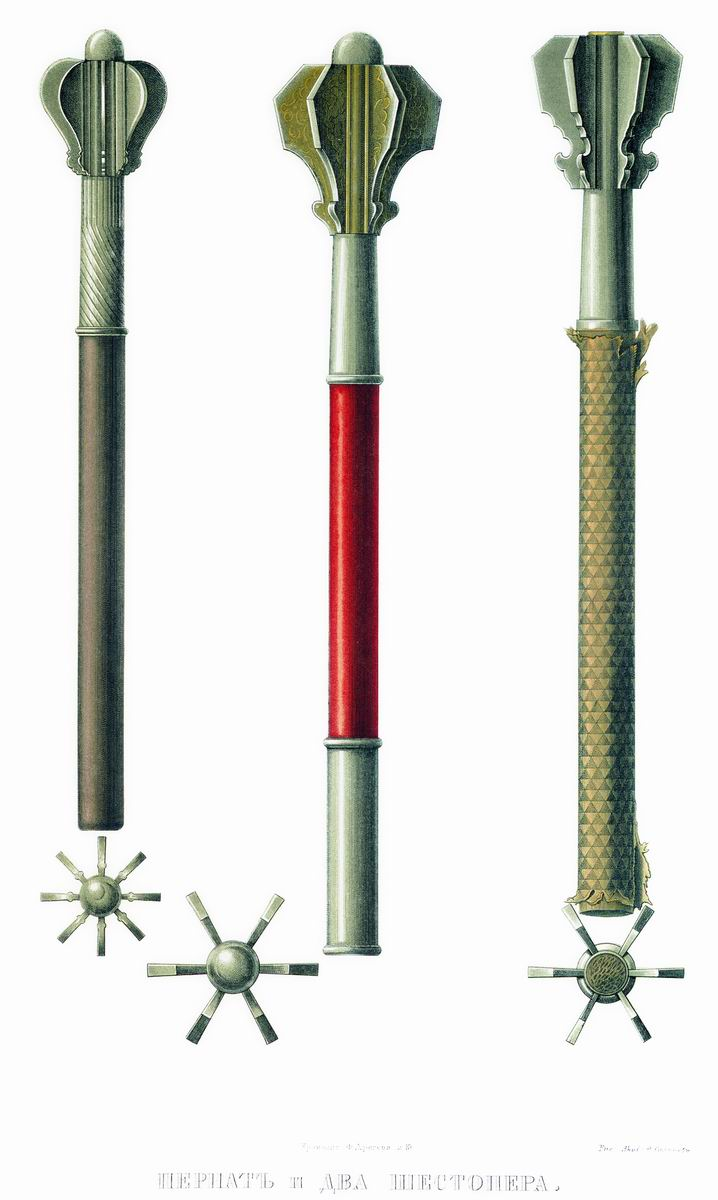
羽錘和六羽錘。

箭羽錘是一種凸緣錘。在十二世紀的基輔羅斯出現，很快便流行於歐洲。這個名稱來自於羅斯語的 перо，意義為羽毛，名稱反映了其形狀類似箭矢的尾羽。
最流行的箭羽錘是有六個凸緣的版本，稱作六羽（Шестопёр）。
箭羽錘是第一種廣泛使用的凸緣錘，很適合用來摧毀板甲和板鏈甲。
箭羽錘常被用來作為元帥杖，是東歐軍事領導者的權力符號。